# Portrait au crépuscule
 (mai 2017).

Portrait au crépuscule (Портрет в сумерках, Portret v sumerkakh) est un film russe réalisé par Angelina Nikonova, sorti en 2011.

## Synopsis
Marina est une jeune travailleuse sociale mariée à un homme aisé. Un soir, elle se fait violer par un policier. Elle décide de se venger de son agresseur en se rapprochant de lui...

## Fiche technique
- Titre original : Portret v sumerkakh (Портрет в сумерках)
- Titre français : Portrait au crépuscule
- Réalisation : Anguelina Nikonova
- Scénario : Anguelina Nikonova et Olga Dykhovitchnaia
- Photographie : Eben Bull
- Montage : Elena Afanasyeva
- Décors : Oleg Fedikhin
- Son : Georgi Ermolenko
- Conception sonore : Andrea Feuser
- Montage et mixage son : Tom Paul
- Production : Leonid Ogaryov, Anguelina Nikonova et Olga Dykhovitchnaia
- Société de production : Baraban Films
- Société de distribution : Rezo Films
- Ventes à l'étranger : Rezo World Sales
- Pays d'origine :  Russie
- Langue originale : russe
- Format : couleur - 1,85:1 - 35 mm
- Genre : drame
- Durée : 105 minutes
- Dates de sortie : 
  - Russie : 10 novembre 2011
  - France : 22 février 2012

## Distribution
- Olga Dykhovitchnaia : Marina
- Sergueï Borissov : Andrey
- Roman Merinov : Ilusha
- Sergueï Golioudov : Valera
- Anna Ageeva : Tania

## Distinctions
- Festival international du film de femmes de Salé 2012 - Meilleur scénario
- Festival de Venise 2011 - Giornate Degli Autori
- Festival de Toronto 2011
- Festival du cinéma russe à Honfleur 2011 - Meilleur premier film, Meilleure actrice et Meilleur scénario[1].
- Festival de Pologne - Meilleur premier film
- Festival de Reykjavik - Grand Prix
- Festival du film de Varsovie - Grand Prix
- Festival de Cottbus - Grand Prix
- Festival de Thessalonique - Grand Prix
- Festival du film d'Estoril - Grand Prix
- Festival de cinéma européen des Arcs - Flèche d'argent

## Autour du film
- Le film a été tourné à Rostov-sur-le-Don, ville au sud de la Russie où est née la réalisatrice Anguelina Nikonova[2].
- Portrait au crépuscule a été conçu et développé par les deux amies Anguelina Nikonova et Olga Dykhovitchnaia, toutes deux scénaristes et productrices du film. Alors que la première a réalisé ce projet, la deuxième a choisi d'en interpréter le rôle principal[2].
- Une scène du film en particulier a retenu l'attention dans les nombreux festivals dans lequel le film a été présenté en 2011. La réalisatrice a été invitée à présenter cette scène en tant que court-métrage indépendant au Festival de Cannes[2].

## Sources
- Télérama, "Portrait au crépuscule"
- Le Monde, "Portrait au crépuscule" : le viol ou la violence du pouvoir", 21/02/2011
- La Croix, «Portrait au crépuscule», un cri d’effroi dans la Russie d’aujourd’hui, 21/02/2011